# 多機能化
多機能化（たきのうか）とは、工業製品の製造・販売に於いて、設計の段階にて他の製品等の機能を追加すること、またはその傾向を指す。

## 概要
これらは、商品としての付加価値を目的に他の製品が持つ機能を取り込む事で、従来製品とは違う価値で消費者に利用を訴え掛けるために用いられる設計思想だが、厳密なマーケティングに基いて、消費者需要に応えて発売された物がある一方、単に設計者の思い付きで他の機能が付与されたとしか思えない製品も存在する。
過去に多機能化を計った製品は数多く企画・製造・販売されたが、中には操作が煩雑となり過ぎ、市場から姿を消した製品は少なくないものの、その一方で従来製品には無かった市場を開拓し、消費者に広く受け入れられた物もある。
えてして厳密なマーケティングによって企画された製品は成功を収めやすいが、思い付きのような組み合わせの製品では、失敗する製品が多い中で、稀にメーカーが考えもしなかった需要により大きな流行を起こすケースも見られる。また厳密なマーケティングによって企画された製品に在っても、消費者の求める機能を実現しきれずに姿を消した製品も存在する。
なお、比較的似ている設計思想としてはオールインワンがある。オールインワンはそれぞれ独立したコンポーネントで提供される機能を組み合わせて一連の利便性を発揮する製品群を、一つの筐体にまとめて単独製品にするものである。一方ではモジュールは一定の機能を発揮する部品（機械要素）だが、様々な機能のモジュール化が進行すると、多機能化では各種機能をモジュールを追加することで実現しやすくなる。特にモジュール化の著しい情報機器分野では、様々な機能が単一の機器に集約される傾向が強い。

## 日本の家電における多機能化
多機能化を語る上で、日本の大衆向け家電製品は非常に示唆に富んだ歴史を持っている。第二次世界大戦以降に軽工業から次第に世界規模の工業製品供給国へと成長した歴史を持つ日本では、常に消費者の需要を喚起すべく、様々な多機能化製品を開発・製造・販売してきた。
日本が工業国として躍進する前において、世界の工業製品の多くはアメリカ合衆国を始めとする欧米諸国によって生産されていた。これらの製品は家電製品がまだ豊かさのシンボルとして社会に受け入れられていた事もあり、単機能で重厚な作りの物が好まれていた。
例えば洗濯機は洗濯物を石鹸水や水で攪拌する事で汚れを落とす事だけを仕事としており、まだこの時代に於いて脱水機能は別に用意された絞り器（ローラーで挟んで洗濯物を圧搾する）が利用されていた。しかも1950年代に日本国内で洗濯機といえば、米国から輸入された1920年代以降大きな進歩の無い大型業務用の物しかなかった。1930年代には米国ソール社から技術導入して、当時の東芝が家庭向けにそれらを小型化した製品を発売したものの、価格の高さもあって普及はしないまま第二次大戦に突入、製造が中止されたという経緯を持つ。
1950年代、三洋電機は家庭向けの価格を抑え、また小型化した電気洗濯機を開発・販売したが「公務員初任給3.5ヵ月分」という価格から普及はなかなか進まなかった。しかし本体にローラー式絞り器（価格を抑えるため手動の物）を取り付けて販売すると共に、家庭内で家事に追われている主婦に「時間の節約を」と広告上で訴え、日本全国で実演販売を行った頃から売上が増大、この増益によって更に製品を改良し、1958年には噴流式から現在見られる自動反転式へと進歩を遂げ、同社の成功に倣った他者も洗濯機市場に参入した。
2000年代中頃よりは、様々な洗い方に対応する一方、ドラム式脱水機能から全自動へ・更には乾燥機との融合を見せた製品まで登場し、コインランドリーではインターネットに接続された洗濯機が稼動状況（空き具合）や洗濯の進行状況をメールで通知する機能を搭載した物まで出回った。
また日本製の家電製品を語る上で避けて通れないのがラジカセに代表される娯楽家電である。ラジカセ（ラジオ付きカセットテープレコーダー）は、家電でそれぞれ独立した地位を獲得していたラジオとカセットテープレコーダーを一体化した製品だが、1970年代中葉に登場したこの製品は、当時流行したラジオ歌番組の録音が簡単にできると人気を博し、瞬く間に普及していった。この際に培われたラジオやテープレコーダーの小型化技術は後にポータブルのカセットテーププレーヤーウォークマン等の製品を生み出す要因といえよう。
1980年代には、急速に普及したCDが、「振動に弱く音飛びしやすい」と小型携帯用の製品が消費者に不満を持たれる一方で、カセットテープにダビングしやすいCDラジカセ（前出のラジカセにCD再生機能を付加したもの）が人気を集め、ポータブルカセットテーププレーヤーの普及と共に、消費者に受け入れられていった。
このように日本の電機メーカーは多機能化とともに成長していき、世界でも強いシェアを誇った。
しかし失われた10年を経て、日本の電機メーカーは大きく弱体化。それを象徴づけたのが一時は多機能化で最先端を誇ったフィーチャーフォンの衰退であり、日本の電機メーカーの強みであった多機能化は一転、ガラパゴス化と揶揄されるようにもなってしまった。